# Горизонт 2020
Горизонт 2020 (англ. HORIZON 2020, скороч. н. H2020) — це найбільша рамкова програма Європейського Союзу з фінансування науки та інновацій з загальним бюджетом близько 80 млрд євро, розрахована на 2014 – 2020 роки.
Є ініціативою ЄС, що виділяє кошти на конкурсній основі на підтримку розвитку і впровадження інновацій, в тому числі у підприємництві і промисловості. Загальний фонд програми HORIZON 2020 становить 80 млрд євро.
Замінити програму «Горизонт 2020» має 7-річна науково-дослідна програма  «Горизонт Європа», розрахована на 2021—2027 роки. Станом на квітень 2019 року Єврокомісія пропонувала бюджет «Горизонт Європа» в розмірі 94,1 мільярда євро.

## Історія
30 листопада 2011 року Європейська комісія офіційно оголосила про створення нової програми «Горизонт-2020» (Horizon 2020/H2020).
Програма Горизонт 2020 є наступною Рамковою програмою після Сьомої рамкової програми з досліджень та технологічного розвитку. 

## Зміст та мета програми
Горизонт 2020 об’єднує Рамкову програму з досліджень та інноваційного розвитку (РП), Рамкову програму конкурентоспроможності та інновацій (СІР) та Європейський інститут інновацій та технологій (ЕІТ).
Програма сконцентрована на досягненні трьох головних завдань:
- Зробити Європу привабливим місцем для першокласних науковців;
- Сприяти розвитку інноваційності та конкурентоспроможності європейської промисловості і бізнесу;
- За допомогою науки вирішувати найбільш гострі питання сучасного європейського суспільства.

Відповідно до цих завдань, Програма «Горизонт 2020» поділена на три основні напрямки:
1. Передова наука, яка є відкритою для високоякісних індивідуальних та командних дослідницьких проектів в усіх галузях знань, включаючи гуманітарні;
2. Лідерство у галузях промисловості, в яких фінансується розробка нових технологій і матеріалів, включно з ICT та космічні дослідження; крім того, в межах цього напряму доступні фінансові інструменти для впровадження інновацій у малому та середньому бізнесі;
3. Суспільні виклики, з широким спектром дослідницьких проектів від поліпшення якості транспорту, їжі, системи охорони здоров’я та безпеки до питань європейської ідентичності і культурної спадщини[2].

Також програма HORIZON 2020 робить особливий акцент на таких сферах:
- Аграрний сектор
- Космічна галузь
- Інновації в малому та середньому підприємництві
- Біологічні і інформаційнійні технології
- Обробка даних, перспективні технології

80% бюджету Програми йде на такі напрямки досліджень: демографія, зелений транспорт, очищення води, біотехнології, харчові технології.

## Участь України
Угода про участь України в програмі Горизонт 2020 була підписана 20 березня 2015 в Києві. У серпні 2015 року Президент України Петро Порошенко схвалив ратифікацію угоди.
Угода сприятиме розширенню участі українських науково-дослідних організацій та університетів в європейських наукових дослідженнях, а також розвитку партнерських взаємовідносин між Україною та ЄС.
У грудні 2016 року українська компанія POLYTEDA CLOUD (Політеда Клауд) стала першою компанією-переможцем у другій фазі Горизонт 2020 Інструмент для Малого та Середнього Бізнесу. POLYTEDA CLOUD виграла конкуренцію у 259 компаній з усієї Європи, котрі пропонували свої інноваційні проекти. Компанію привітав прем'єр-міністр України Володимир Гройсман, який закликав українських розробників і представників малого та середнього бізнесу "активніше використовувати" Горизонт 2020.
З початку участі УКРАЇНИ в "Горизонт 2020", станом на 2017 р. у нашій країні є 69 переможних проектів, які отримали близько 12 млн євро.  Найбільше проектів отримали фінансування за напрямками Marie Skłodowska-Curie actions, довкілля та інформаційно-комунікаційні технології. Рівень успішності України у "Горизонті" складає 9%. У ЄС він сягає приблизно 15%.